# エミル・フォード
マイケル・エミル・テルフォード・ミラー（Michael Emile Telford Miller、1937年10月16日 - ）は、セントルシアの歌手。エミル・フォード（Emile Ford）として知られている。
1959年にバックバンドのザ・チェックメイツを従え、「なぜ私を見つめるの」をチャート首位          に送り込む。ジャズやポップスのスタンダード曲のカバーをロックンロール調にアレンジし、人気を博した。
この項では、バックバンドを務めたザ・チェックメイツについても記していく。

## ザ・チェックメイツ

### メンバー
ここでは初期のザ・チェックメイツのメンバーを記していく。
- エミル・フォード (Emile Ford) - 中心メンバー、ギターとリード・ボーカル担当。
- ケント・ストリート (Kent Street) - 1943年生まれ。ギター担当。
- ジョージ・スイートナム (George Sweetnam-Ford) - 1941年1月1日生まれ。ベース担当。後にサックスで加入する兄弟のデイヴ・スイートナム (Dave Sweetnam-Ford)と共に、ザ・フェリス・ホイールというバンドに参加する。
- ジョン・カフリー (John Cuffley) - ドラムス担当。後にクライマックス・ブルース・バンドに参加する。

上記の4人以外にも、後にキーボードやサックス担当のメンバーが加入する。

## 来歴

### 生い立ち
1937年10月16日、セントルシアのカストリーズにて生まれる。政治家の父親を持つ。しかし両親は離婚、母親が再婚し、スイートナムを新たな名字として名乗る。後にフォードのバックバンド、ザ・チェックメイツのメンバーに加わるデイヴ・スイートナムとジョージ・スイートナムは異父兄弟にあたる。
1950年代半ば、家族と共にイギリスに渡り、サウンド・エンジニアを志す。そして1959年の1月にザ・チェックメイツを結成する。

### デビューへ
アマチュアのコンテストで優勝したフォード達に、EMIから契約の話が持ち上がるが、その条件はフォード自身でレコードをプロデュースしないものだった。EMIとの契約の話を断った彼らは、パイ・レコードと契約を結ぶ。
そして1959年末に、1917年にエイダ・ジョーンズとビリー・マレイによって歌われたシングル「なぜ私を見つめるの」でデビューする。それまで1位を記録していたアダム・フェイスの「ホワット・ドゥ・ユー・ウォント」を蹴落として1位を6週間記録する。
またこの時に、同じくパイ・レコードに所属していた歌手、ジミー・ジャスティスのデビュー曲、「アイ・アンダースタンド」をプロデュースし、バックバンドのザ・チェックメイツがザ・ジュアリーと名前を変えて参加している。
続く「スロー・ボート・トゥ・チャイナ」が3位、「涙を数えて」が4位を記録し、一躍人気バンドの仲間入りを果たす。
しかし、1962年の「アイ・ワンダー・フーズ・キッシング・ハー・ナウ」がチャートの43位を記録して以後、シングル曲はチャート入りしていない。

### その後
1963年、フォードはザ・チェックメイツと別れ、再びサウンド・エンジニアを志す。父親の協力で、1969年にスタジオを持つ。
またザ・チェックメイツは、デッカ・レコードに移籍し、ジョー・ミークのプロデュースの下活動するも、セールスは奮わず、解散に至る。

## エピソード
フォードは、イギリスの黒人歌手で初めてセルフプロデュースし、かつミリオンセラーを達成した人物である。
また彼は共感覚の持ち主で、音に色が見えるという。その共感覚を頼りに、自身で曲をプロデュースしていった。2000年代に入って緑内障を患ってしまったものの、共感覚は衰えていない。

## ディスコグラフィー

### シングル・ディスコグラフィー
| 発売年 | レーベル             | A面                                           | B面                         | 全英シングルチャート |
| ------ | -------------------- | --------------------------------------------- | --------------------------- | -------------------- |
| 1959年 | パイ・レコード       | What Do You Want To Make Those Eyes At Me For | Don't Tell Me Your Troubles | 1位                  |
| 1960年 | パイ・レコード       | On A Slow Boat To China                       | That Lucky Old Sun          | 3位                  |
| 1960年 | パイ・レコード       | You'll Never Know What You're Missin'         | Still                       | 12位                 |
| 1960年 | パイ・レコード       | Red Sails In The Sunset                       | Afraid                      | -                    |
| 1960年 | パイ・レコード       | Them There Eyes                               | Questions                   | 18位                 |
| 1960年 | パイ・レコード       | Counting Teardrops                            | White Christmas             | 4位                  |
| 1961年 | パイ・レコード       | What Am I Gonna Do                            | A Kiss To Build A Dream On  | 33位                 |
| 1961年 | ピカデリー・レコード | Half Of My Heart                              | Gypsy Love                  | 42位                 |
| 1961年 | ピカデリー・レコード | Hush, Somebody's Callin' My Name              | After You've Gone           | -                    |
| 1961年 | ピカデリー・レコード | The Alphabet Song                             | Keep A-Lovin' Me            | -                    |
| 1962年 | ピカデリー・レコード | I Wonder Who's Kissin' Her Now                | Doin' The Twist             | 43位                 |
| 1962年 | ピカデリー・レコード | Your Nose Is Gonna Grow                       | The Rain Came               | -                    |
| 1963年 | ピカデリー・レコード | Doin' What You Do To Me                       | Hold Me, Thrill Me, Kiss Me | -                    |